# Ternay (Vienne)
Ternay è un comune francese di 188 abitanti situato nel dipartimento della Vienne nella regione della Nuova Aquitania.

## Società

### Evoluzione demografica
Abitanti censiti